# Twist and Shout (album)
Twist and Shout je drugi studijski album skupine The Beatles, ki je bil izdan v Kanadi, v mono formatu pri založbi Capitol Canada. Album vsebuje večino skladb iz albuma Please Please Me.

## Seznam skladb
Vse pesmi je napisal in uglasbil dvojec Lennon–McCartney, razen kjer ni posebej napisano.
| Stran 1 | Stran 1            | Stran 1                   | Stran 1 |
| Št.     | Naslov             | Pisec                     | Dolžina |
| ------- | ------------------ | ------------------------- | ------- |
| 1.      | „Anna (Go to Him)‟ | Arthur Alexander          | 3:00    |
| 2.      | „Chains‟           | Gerry Goffin, Carole King | 2:25    |
| 3.      | „Boys‟             | Luther Dixon, Wes Farrell | 2:28    |
| 4.      | „Ask Me Why‟       |                           | 2:28    |
| 5.      | „Please Please Me‟ |                           | 2:00    |
| 6.      | „Love Me Do‟       |                           | 2:22    |
| 7.      | „From Me to You‟   |                           | 1:56    |

| Stran 2 | Stran 2                        | Stran 2                                    | Stran 2 |
| Št.     | Naslov                         | Pisec                                      | Dolžina |
| ------- | ------------------------------ | ------------------------------------------ | ------- |
| 1.      | „P.S. I Love You‟              |                                            | 2:06    |
| 2.      | „Baby It's You‟                | Burt Bacharach, Hal David, Barney Williams | 2:40    |
| 3.      | „Do You Want to Know a Secret‟ |                                            | 1:59    |
| 4.      | „A Taste of Honey‟             | Ric Marlow, Bobby Scott                    | 2:05    |
| 5.      | „There's a Place‟              |                                            | 1:53    |
| 6.      | „Twist and Shout‟              | Phil Medley, Bert Russell                  | 2:33    |
| 7.      | „She Loves You‟                |                                            | 2:19    |

## Zasedba
The Beatles
- John Lennon – vokal, kitara, orglice
- Paul McCartney – vokal, bas kitara
- George Harrison – vokal, kitara
- Ringo Starr – bobni, tolkala, vokal

Dodatni glasbeniki
- George Martin – klavir, čelesta
- Andy White – bobni, tolkala